# Robert Siboldi
Robert Siboldi (Montevideo, 24 de setembro de 1965) é um treinador e ex-futebolista uruguaio que atuava como goleiro.

## Carreira
Róbert Dante Siboldi Badiola integrou a Seleção Uruguaia de Futebol na Copa América de 1993 e 1997.

## Títulos como treinador
Santos Laguna
- Primera División de México: Clausura 2018

Cruz Azul
- Copa das Ligas: 2019

Tigres UANL
- Primera División de México: Clausura 2023
- Campeones Cup: 2023